# Kristine Frøseth

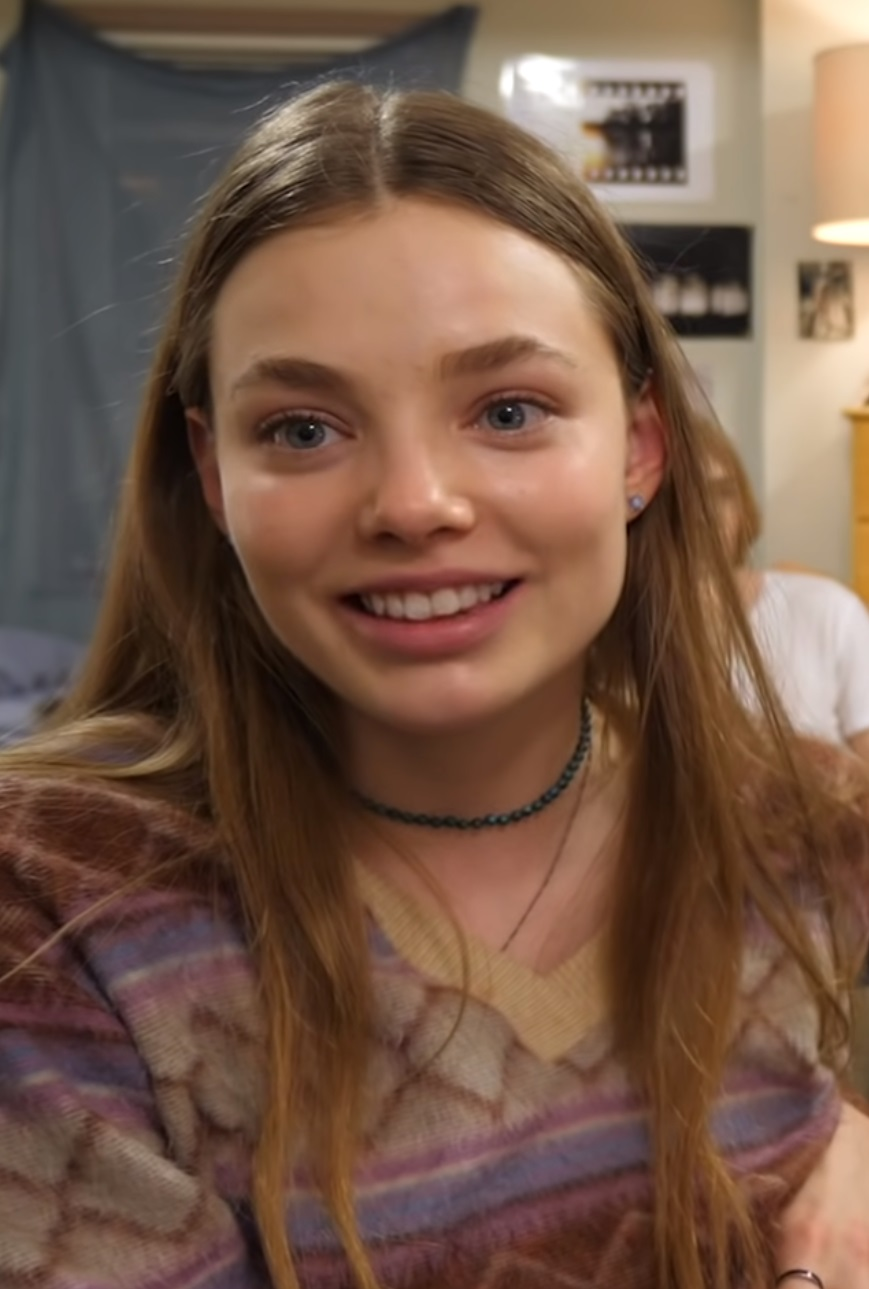
Kristine Frøseth, 2019

Kristine Frøseth (* 21. September 1995 oder 1996 in New Jersey) ist eine norwegisch-US-amerikanische Schauspielerin und ein Model.

## Leben
Frøseth wurde in den Vereinigten Staaten als Tochter norwegischer Eltern geboren. Wegen der Arbeit ihres Vaters pendelte Frøseth in ihrer Kindheit häufig zwischen Norwegen und den USA. Als Model war sie unter anderem für Armani, Juicy Couture, Miu Miu und H&M tätig.
2016 war sie in dem Musikvideo False Alarm des Hip-Hop-Sängers The Weeknd zu sehen. Im selben Jahr spielte sie in der Serie Junior von Zoe Cassavetes die Hauptrolle der Jess. Ihr Kinodebüt hatte sie in dem Film Rebel in the Rye im Jahr 2017, einer Filmbiografie über J. D. Salinger. 2018 war sie in der Filmkomödie Sierra Burgess Is a Loser sowie in der Miniserie Die Wahrheit über den Fall Harry Quebert zu sehen. In der Verfilmung des Romans Eine wie Alaska von John Green übernahm sie die Titelrolle der Alaska Young.
Für ihre Darstellung der Clare in Desert Road wurde sie 2024 beim Sitges Festival Internacional de Cinema Fantàstic de Catalunya als beste Schauspielerin ausgezeichnet.

## Filmografie (Auswahl)
- 2016: Junior (Fernsehserie, 10 Episoden)
- 2017: Rebel in the Rye
- 2017: Let the Right One In
- 2018: Sierra Burgess Is a Loser
- 2018: Apostle
- 2018: Die Wahrheit über den Fall Harry Quebert (The Truth About The Harry Quebert Affair, Fernsehserie, 10 Episoden)
- 2019: Low Tide
- 2019: The Assistant
- 2019: Prey
- 2019: Eine wie Alaska (Looking for Alaska, Miniserie, 8 Episoden)
- 2019: The Society (Fernsehserie, 10 Episoden)
- 2020: When the Street Lights Go On (Fernsehserie, 10 Episoden)
- 2021: Tanz zum Ruhm (Birds of Paradise)
- 2022: American Horror Stories (Fernsehserie, Episode 2x01)
- 2022: Sharp Stick
- 2022: How to Blow Up a Pipeline
- 2022: The First Lady (Fernsehserie, 5 Episoden)
- 2023: Snorkeling
- seit 2023: The Buccaneers (Fernsehserie)
- 2024: Desert Road
- 2024: Oh, Canada